# Квеллин, Эразм Младший
Эразм Квеллин Младший, Эразм Квеллинус Второй (нидерл. Erasmus Quellinus II; 19 ноября 1607, Антверпен — 7 ноября 1678, Антверпен) — фламандский «исторический живописец», мастер бытового и портретного жанров, рисовальщик картонов для шпалер, гравёр, декоратор интерьеров и уличных праздников. Ученик и ближайший сотрудник П. П. Рубенса. После смерти учителя стал первым живописцем Антверпена. Представитель большой семьи фламандских художников, одним из родоначальников которой был Артус Квеллинус Старший.

## Жизнь и творчество
Отец художника — Эразм Квеллин Старший и брат Артус Квеллинус Старший были известными скульпторами Антверпена. Его мать — Элизабет ван Уден. Учился Эразм Младший у Яна Батиста Верхеге (Verhaeghe). В 1633—1634 годах был мастером антверпенской Гильдии Святого Луки. Работал над различными проектами вместе со своими родственниками, в первую очередь с шурином Яном Филиппом ван Тиленом. В 1634 году вступил в брак с Катариной ван Хемелар, племянницей дьякона Антверпенского собора. В следующем году стал постоянным сотрудником мастерской Рубенса в Антверпене, участвуя во многих декоративных работах для города. Сын художника Ян Эразм Квеллин также стал живописцем, работал в Антверпене и в Италии, был придворным художником австрийских императоров Леопольда I и Иосифа I.
Около 1656 года Эразм работал в Амстердаме, где его брат Артус отвечал за украшение здания новой Ратуши. Эразм помогал в этом проекте, и братья также сотрудничали в выполнении многих других ответственных заказов. Первая жена Эразма скончалась в 1662 году. 9 ноября 1663 года Эразм Квеллин женился на Франсуазе де Френ, дочери Андре де Френа, секретаря Совета Брабанта, которая была сестрой Изабеллы де Френ, жены живописца Давида Тенирса Младшего.
Эразм Квеллин разработал индивидуальный стиль, отличный от стиля Рубенса. Его живописные приёмы напоминают антверпенских последователей Караваджо, таких как Теодор Ромбoутс и Геркулес Сегерс. Характерной чертой этого стиля является мощное моделирование форм за счёт светотеневых эффектов. Так, например, произведение Квеллина «Поклонение пастухов» (в Старой пинакотеке, Мюнхен, 1652) выполнена в стиле Караваджо.
Его работы начала 1640-х годов демонстрируют влияние утончённой живописной манеры Антониса ван Дейка. Его «Портрет мальчика» (Королевский музей изящных искусств Антверпена) когда-то даже приписывали Ван Дейку. Эразм сделал несколько копий картин Ван Дейка, а также владел некоторыми из его работ. С 1640-х годов его стиль приобретает классицистический характер. Эразм не ездил в Италию, поэтому считается, что на это развитие, вероятно, повлияли работы его брата Артуса, который привнёс собственный стиль «классицизирующего барокко» во фламандскую скульптуру после своего возвращения из Рима в 1640 году. Оба брата в этот период изображали в своих произведениях сходные идеализированные «античные фигуры».
Квеллин был разносторонним художником, работавшим в разных жанрах. Он выполнял многочисленные заказы на запрестольные образы на темы Контрреформации для церквей и монастырей по всей территории Южных Нидерландов. Он также получал множество заказов от граждан, что позволило ему демонстрировать своё мастерство в изображении сцен из древней истории, мифологии и аллегорические композиции. Он также писал портреты и батальные сцены. Как и Рубенс, Квеллин был «pictor doctus» (образованным художником) со значительными познаниями в древней истории и философии. Это обучение отражено в обширных темах его работ. Из заметок, сделанных его сыном Яном, известно, что Эразм Квеллин Младший имел учёную степень по философии. Это объясняет тот факт, что он написал трактат под названием «Философия», отмеченный в инвентаре его имущества 1679 года. Эразм имел обширную библиотеку и значительную коллекцию произведений искусства.
В 1649 году Эразм Квеллин Младший создал картоны для серии шпалер с изображением истории семьи Турн и Такси. Он также сделал серию из восьми картонов «с боевыми сценами», хранящихся в Королевских музеях изящных искусств в Брюсселе. Помимо этого художник выполнял книжные иллюстрации, эскизы декораций уличных праздников и многое другое.
Среди его учеников были его сын Ян Эразм, Гильям Форхондт Второй, Юлиус де Гест, Виллем де Рик, Антун Шунжанс, Валлерант Вайан и Ремакл Серин.

## Галерея

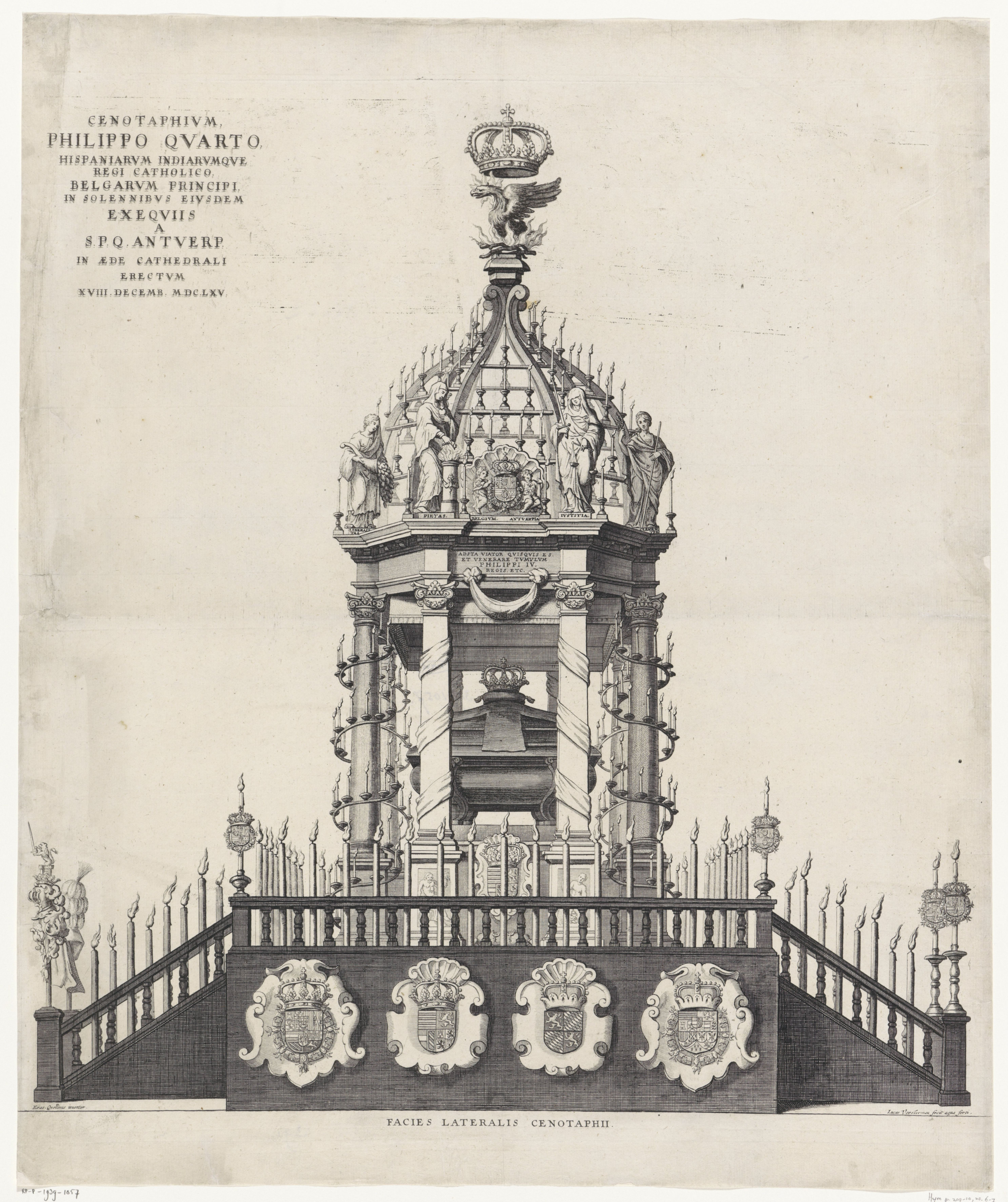
Кенотаф короля Испании Филиппа IV в соборе Антверпена. 1665. Офорт Л. Ворстермана
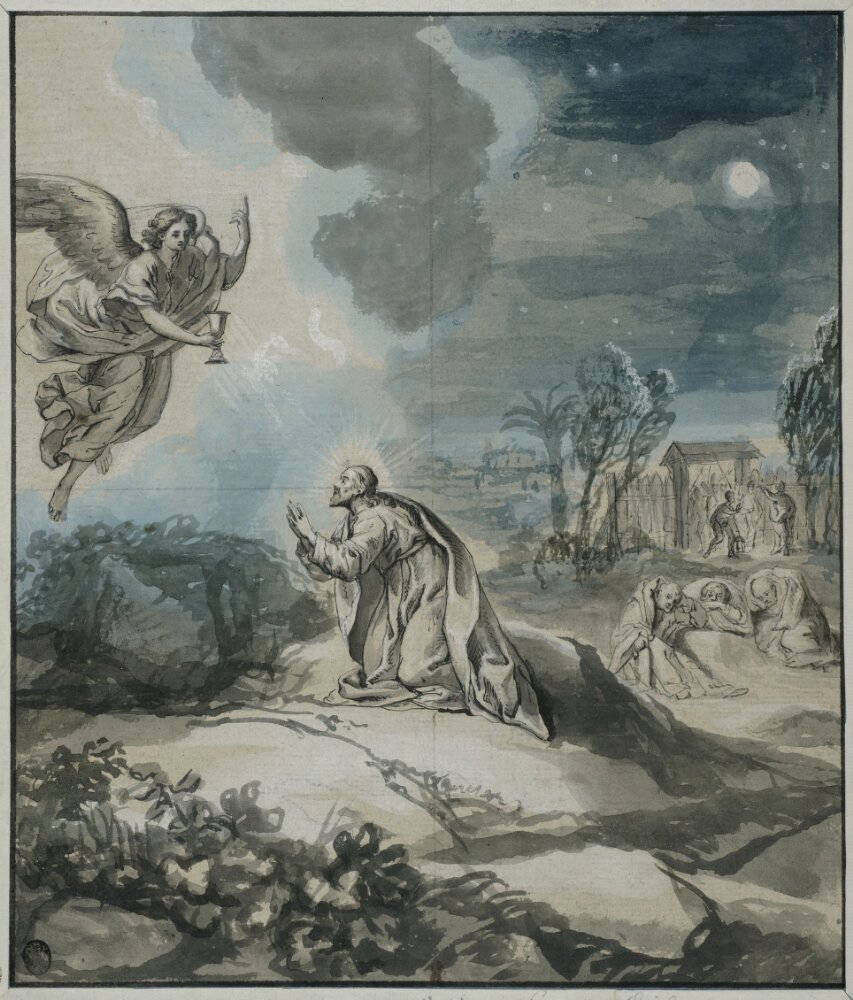
Моление в саду. Бумага, тушь, акварель. Национальный музей изобразительных искусств, Стокгольм
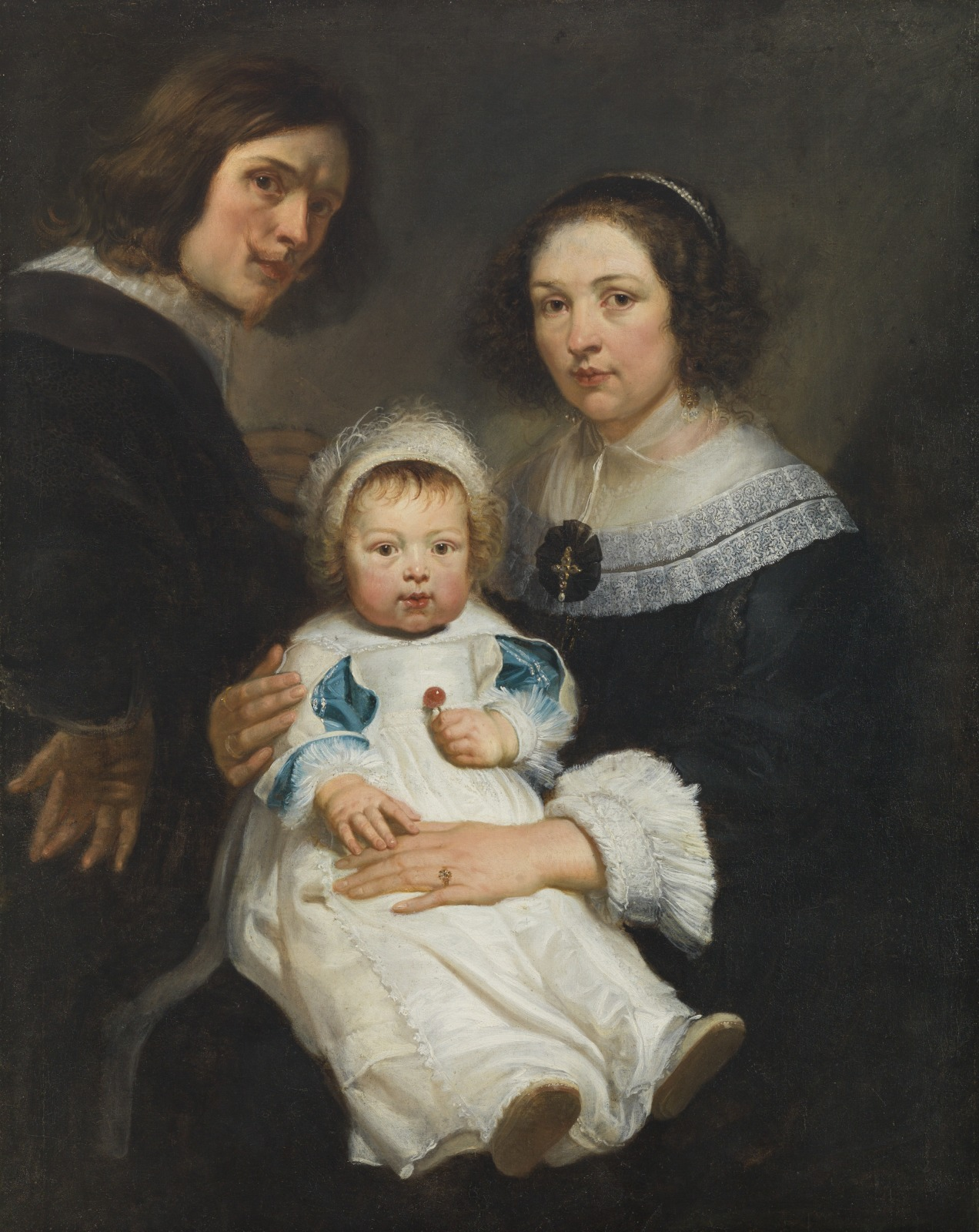
Автопортрет с женой Катариной ван Хемелар и сыном Яном Эразмом Квеллином. Ок. 1635 г. Холст, масло. Художественный музей Цинциннати, Огайо, США
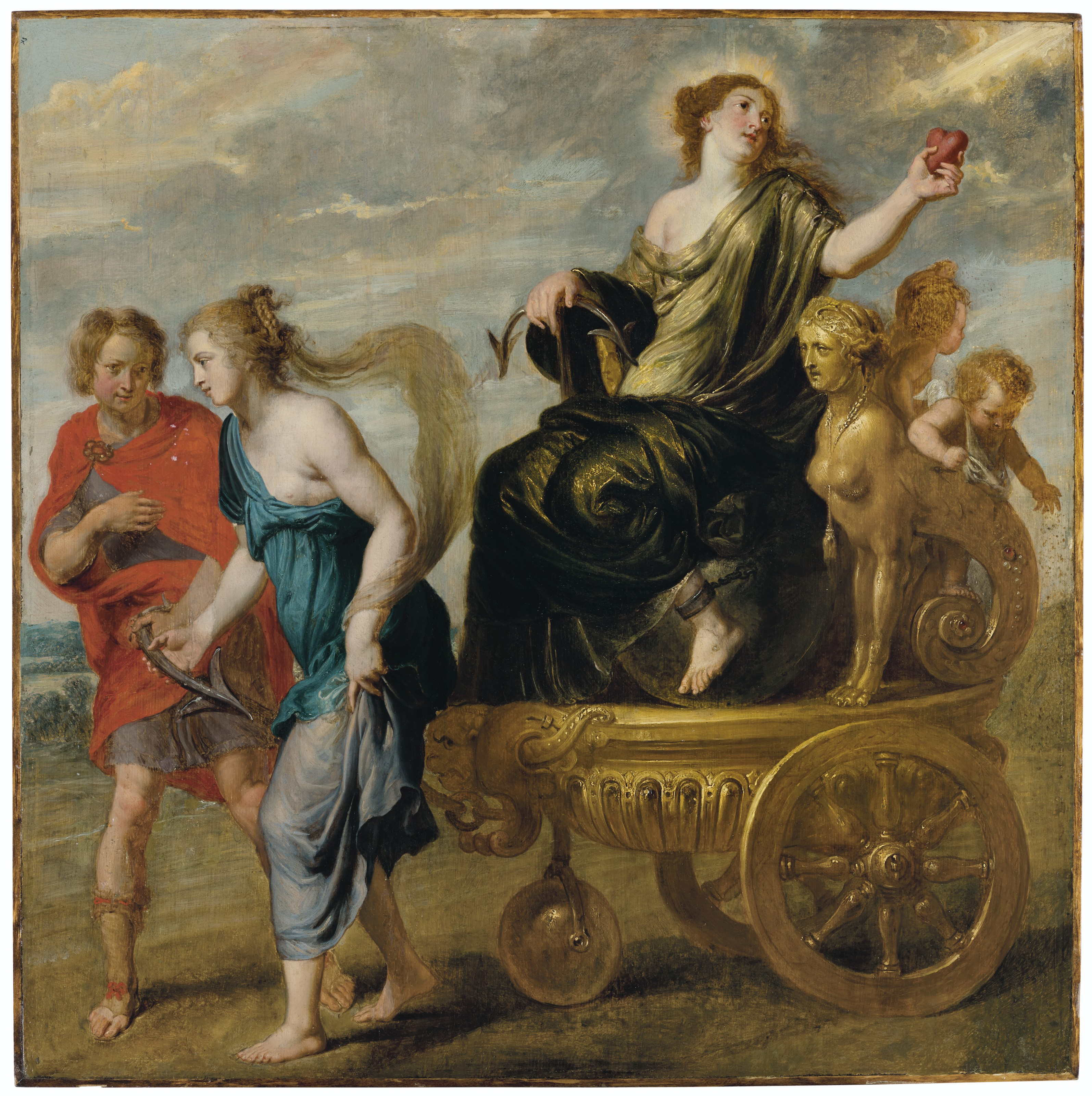
Триумф надежды. Между 1627 и 1678 гг. Дерево, масло. Частное собрание
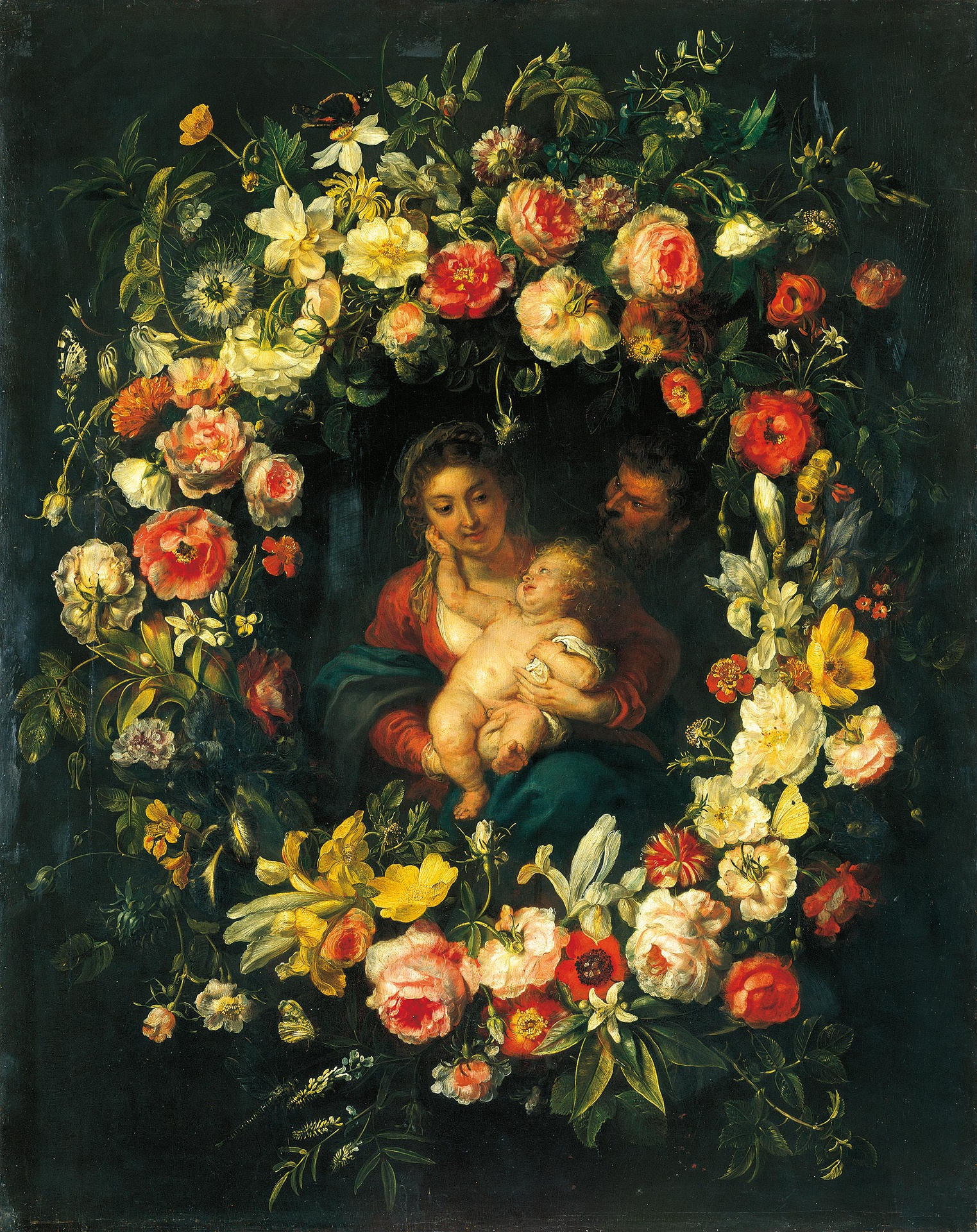
Мадонна с Младенцем  в гирлянде цветов (гирлянда написана Д. Сегерсом). Ок. 1636. Медь, масло. Государственный Эрмитаж, Санкт-Петербург
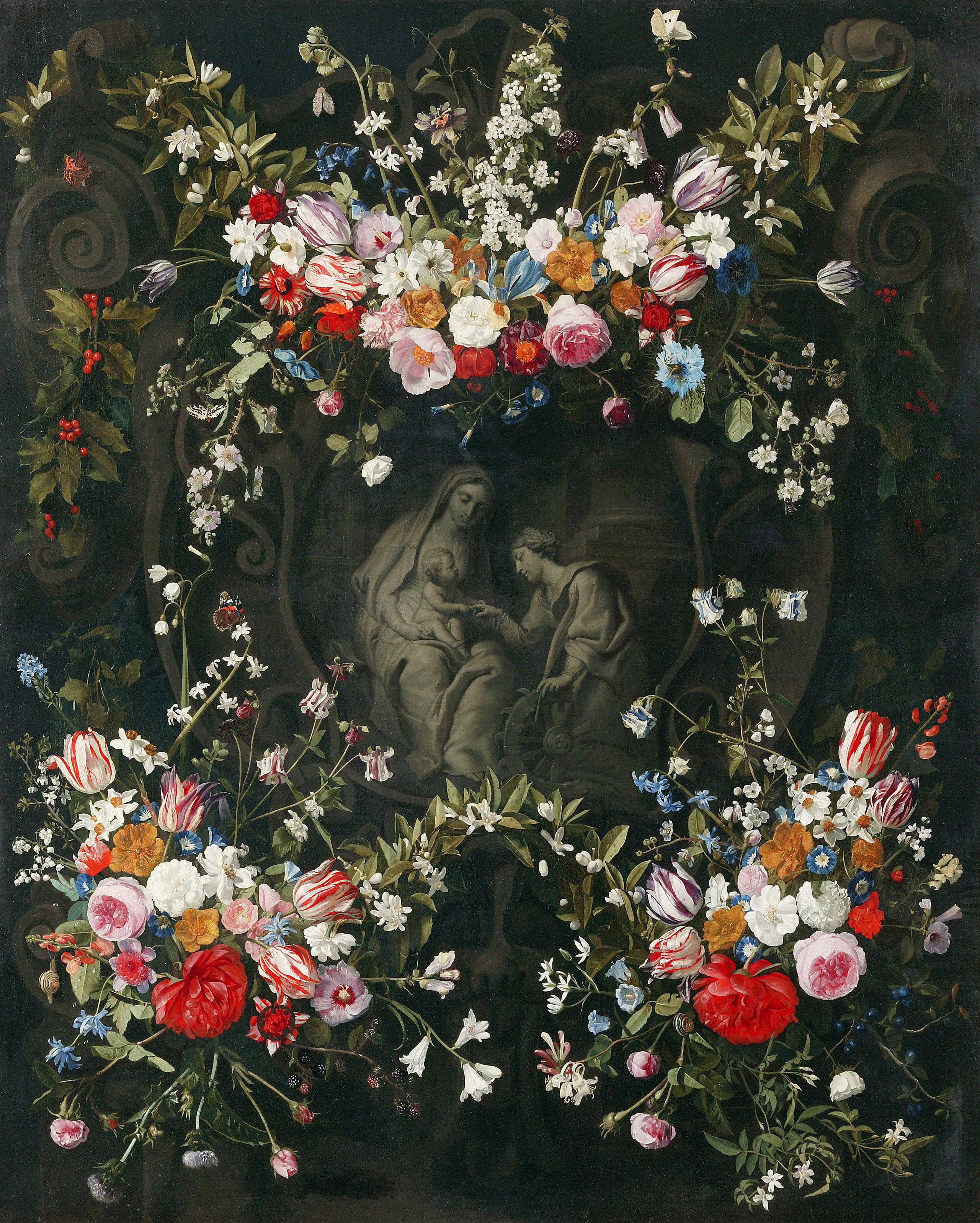
Мистическое обручение Святой Екатерины. Холст, масло (цветы написаны Д. Сегерсом). Музей Рококса, Антверпен
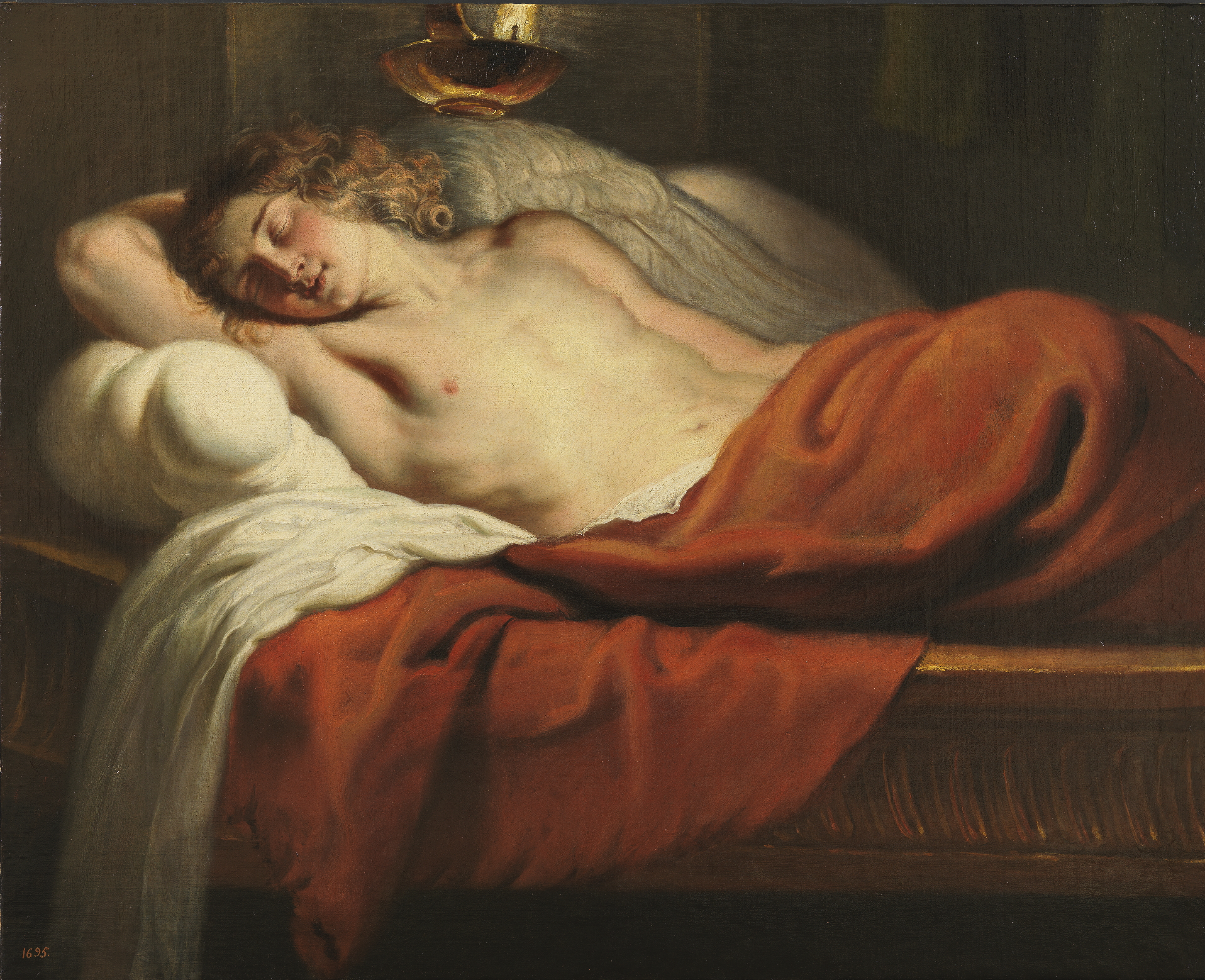
Спящий Амур. 1630. Холст, масло. Прадо, Мадрид
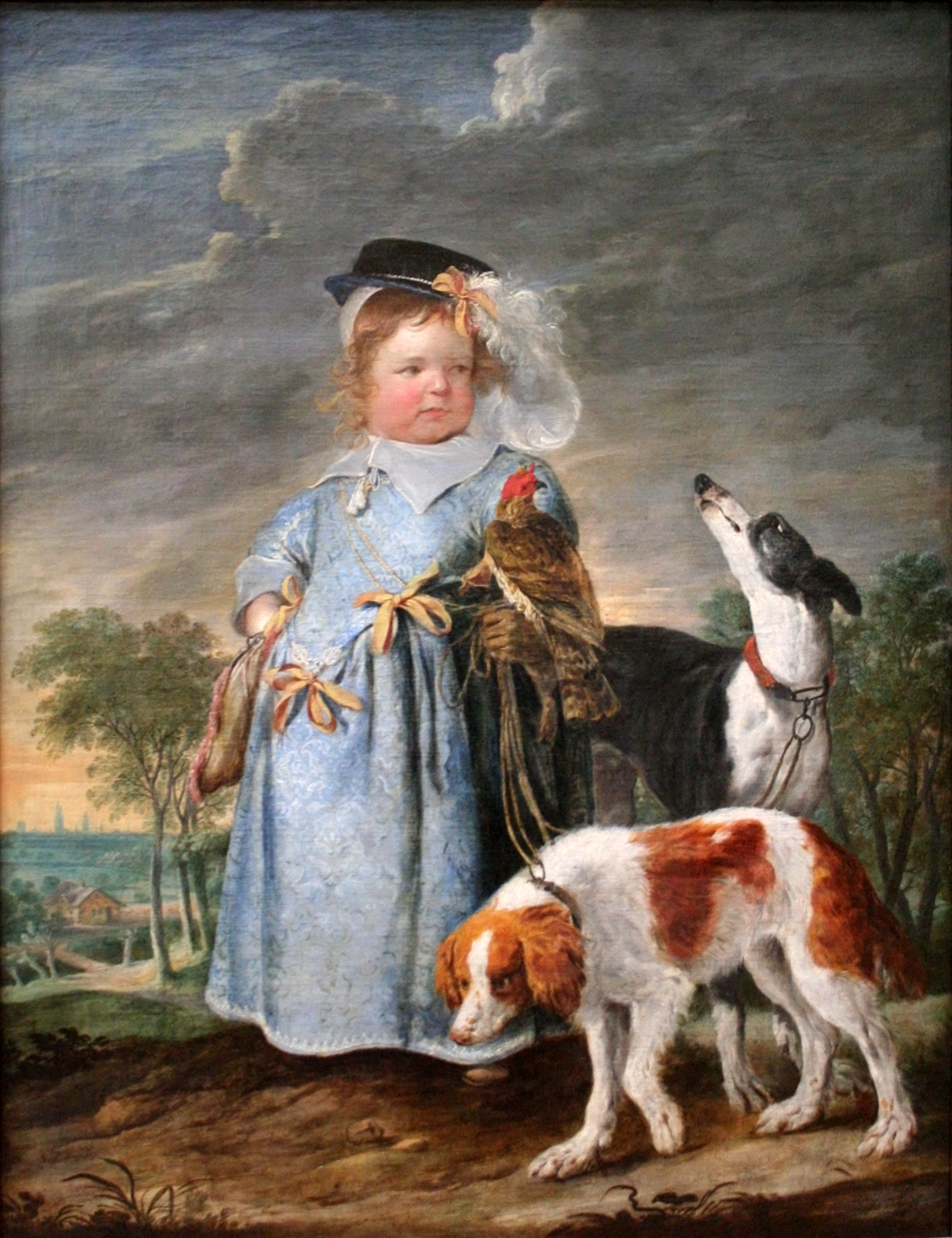
Портрет мальчика с соколом и двумя собаками. Ок. 1650 г. Холст, масло. Королевский музей изящных искусств, Антверпен